# Fasettled
Fasettleder (facettleder, zygapophysealleder, Z-leder) är de små leder som sitter mellan kotorna i ryggraden, på var sida om mitten. Översta fasettleden sitter mellan andra (C2) och tredje halskotan (C3). Fasettleder finns sedan hela vägen ner till korsbenet (sacrum). Korsbenet är en sammansättning av flera ryggkotor som under fosterperioden växer ihop och bildar ett gemensamt ben. Ibland blir denna hopväxning inte komplett utan det kan kvarstå fasettleder mellan första och andra korsbenskotorna (S1 - S2) men i normalfallet sitter den sista fasettleden mellan ländryggens 5:e kota (L5) och korsbenet (S1)

## Nervförsörjning
Fasettlederna innerveras av den mediala grenen från dorsalroten (Medial branch). Eftersom fasettlederna är en mycket vanlig orsak till smärta i ryggen och även kan orsaka så kallad överförd smärta med utstrålning ner i benen är det brukligt att man testar fasettlederna med specifika blockader, s.k fasettledsblockader (Medial Branch Block, MBB) där man med hjälp av röntgengenomlysning placerar en nål så att spetsen hamnar i anslutning till nerven och därefter bedövas bara denna nerv med en liten dos bedövningsmedel.
För att testa en fasettled måste två nerver bedövas eftersom varje nerv försörjer leden på samma nivå samt leden nedanför. Om smärtan försvinner under tiden bedövningen sitter i talar detta för att det är därifrån smärtan kommer.

## Röntgenförändringar
Ibland kan man vid slätröntgen eller vid MRT notera förändringar i utseendet av fasettlederna. Det har dock visat sig att förekomst eller avsaknad av synliga förändringar i fasettlederna såväl som för övrigt i ryggen helt saknar samband med eventuell smärta. Detta har bevisats i upprepade vetenskapliga publikationer från 1950-talet och framåt.

## Smärtproblem
Fasettlederna i ryggen är vanlig orsak till smärta. I olika undersökningar har man konstaterat att fasettlederna är ursprung till smärta hos mellan 20 och 45% av patienter med smärtproblem. En fasettledssmärta kan uppträda i många skepnader men några vanliga tecken som talar för fasettledssmärta är:
- Smärtan ökar vid bakåtböjning då fasettleden komprimeras
- Smärtan blir ofta värre efter längre perioder i samma läge; man mår bäst av omväxling
- Smärtan kan ibland förvärras av lätt aktivitet medan tyngre arbete inte påverkar smärtnivån alls.

Att skilja en fasettledsrelaterad smärta från en neurogen smärta kan enbart ske genom att man utesluter att smärtan har sitt ursprung i fasettlederna. Många gånger beskrivs och upplevs smärta som neurogen smärta, vilken enbart kan lindras med läkemedel, men vid testning av fasettleder visar det sig att det är en fasettledssmärta och därmed en behandlingsbar smärta. Som första steg i utredningen av fasettledssmärta bör man göra en smärtanalys.